# حزب شعب الحرية
حزب شعب الحرية (بالإيطالية: Il Popolo della Libertà )‏ هو حزب سياسي إيطالي، أسس في 29 مارس 2009، وحل في 16 نوفمبر 2013، يقع مقره في روما، أمينه العام هو Angelino Alfano ‏، ومن مؤسسيه سيلفيو برلسكوني، وجيانفرانكو فيني ‏، وقد بلغ عدد أعضائه 1,000,000 في 2011.

## أعضاء بارزون
- كود سباركل
- تحديث القائمة

- Antonio Tajani ( - 2013)
- لامبرتو ديني
- جوفاني غالي
- مارا كارفانيا
- Gianni Alemanno (2009 - 2013)
- ليتيزيا موراتي
- Giulio Tremonti (2009 - 2012)
- Vittorio Sgarbi
- Stefania Prestigiacomo
- دانييلا سانتانشي